# Khanaphod Kadee
Khanaphod Kadee (thailändisch คณพศ กาดี; * 16. Juni 2002) ist ein thailändischer Fußballspieler.

## Karriere
Khanaphod Kadee erlernte das Fußballspielen in der Jugend des Leicester City im englischen Leicester. Im Juli 2020 kehrte er nach Thailand zurück. Hier unterschrieb er in Pak Kret einen Vertrag beim Erstligisten Muangthong United. Einen Monat später wurde er an den Drittligisten Ayutthaya FC verliehen. Mit dem Verein aus Ayutthaya spielte er in der Western Region der Liga. Am Ende der Saison 2021/22 musste er mit Ayutthaya aus der dritten Liga absteigen. Nach zwei Spielzeiten kehrte er nach der Ausleihe im Mai 2022 zu Muangthong zurück. Am 14. Januar 2023 wurde er bis Saisonende 2022/23 an den Drittligisten Samut Songkhram FC ausgeliehen. Mit dem Verein aus Samut Songkhram spielte er ebenfalls in der Western Region. Mit Samut wurde er am Ende der Saison 2022/23 Vizemeister der Region. In den Aufstiegsspielen zur zweiten Liga konnte man sich jedoch nicht durchsetzten. In der Sommerpause wurde Samut die Lizenz verweigert und musste deshalb aus der dritten Liga absteigen. Nach dem Abstieg kehrte er zu Muangthong zurück. Sein Erstligadebüt für Muangthong gab Kadee am 23. Februar 2025 (23. Spieltag) im Heimspiel gegen Buriram United. Bei der 1:3-Heimniederlage stand er in der Startelf und spielte die kompletten 90 Minuten. Am 24. Mai 2025 stand er mit Muangthong im Finale des FA Cups, das man mit 3:2 gegen den Meister Buriram United verlor.

## Erfolge
Muangthong United
- Thailändischer Pokalfinalist: 2024/25